# Ченеда (герцогство)

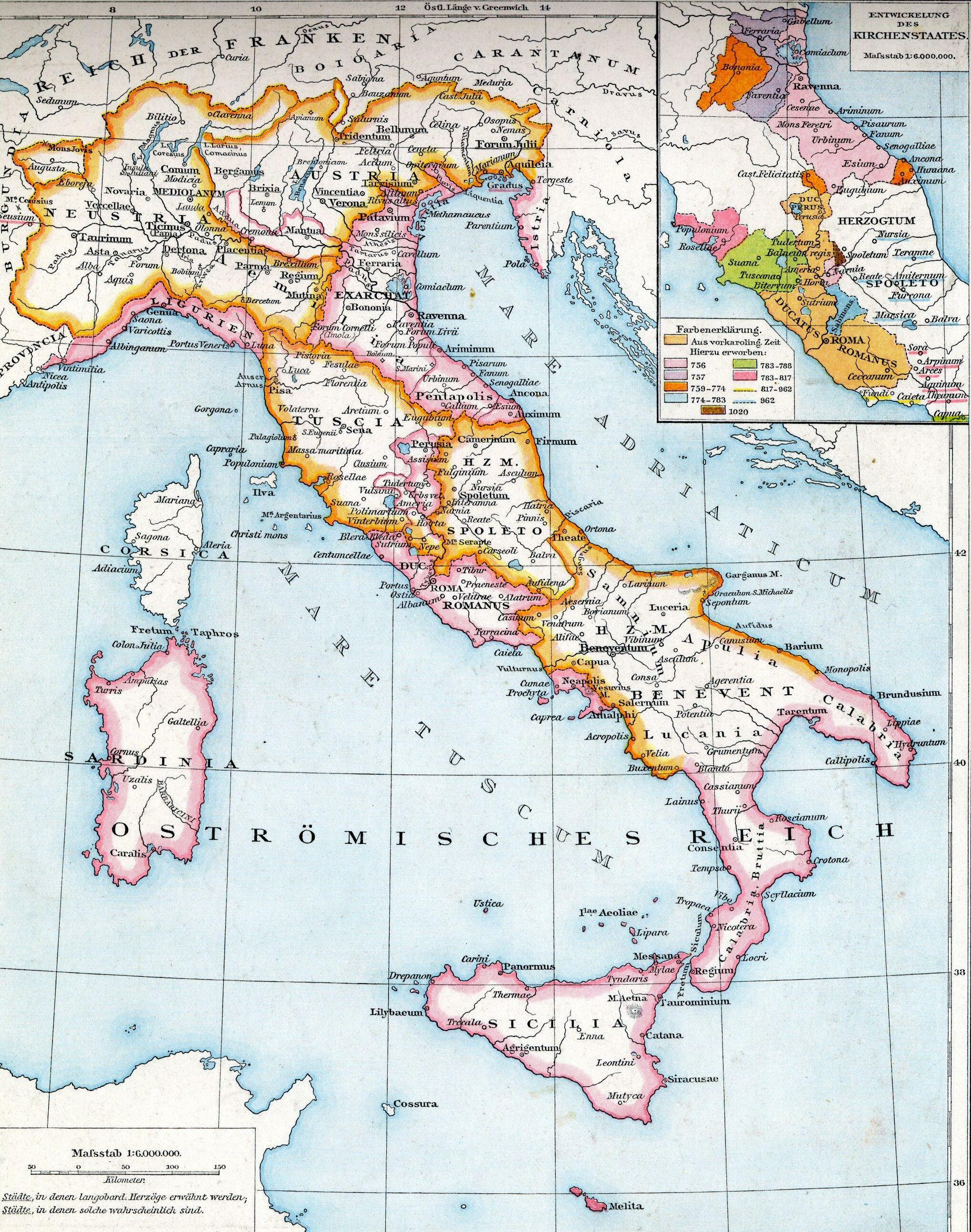
Ченеда в составе Лангобардского королевства

Герцогство Ченеда (итал. Ducato di Ceneda) — историческое государство Италии, находившееся под властью Лангобардского королевства.

## История
В 568 году лангобарды под предводительством Альбоина вторглись в северо-восточную Италию. Было образовано герцогство Фриуль на западной границе которого со временем было образовано герцогство Ченеда. Дата создания герцогства неизвестна. Столицей герцогства был город Одерцо. В 667 году король Гримоальд разрушил Одерцо. Павел Диакон упоминает герцога Ченеды Орсо, который сражался под руководством герцога Фриули Фердульфа против славян.
Во времена правления короля Лиутпранда в герцогстве Ченеда была образована католическая епархия.